# Prvenstvo NDH u nogometu 1942.
Prvenstvo Nezavisne Države Hrvatske u nogometu 1942. pod nazivom "Natjecanje u hrvatskom državnom razredu" je bilo drugo po redu nogometno natjecanje u Nezavisnoj Državi Hrvatskoj koje je organizirao Hrvatski nogometni savez.

## Natjecateljski sustav
U izlučnom dijelu natjecanja 16 momčadi je bilo svrstano u 4 skupine. Pobjednici skupina plasirali su se u završni dio natjecanja.

## Izlučna natjecanja

### Skupina A
| rezultatska križaljka                        | GRZ | BAT | ŽEL |
| -------------------------------------------- | --- | --- | --- |
| 1. hrvatski građanski športski klub (Zagreb) | GRZ | 5:1 | 3:0 |
| HŠK Bata (Borovo)                            | 1:6 | BAT | 3:0 |
| HŠK Željezničar (Zagreb)                     | 2:5 | 1:2 | ŽEL |

```
1. 
1. hrvatski građanski športski klub Zagreb
    4  4  0  0  19: 4  8
2. 
HŠK Bata Borovo
            4  2  0  2   7:12  4
3. 
HŠK Željezničar Zagreb
     4  0  0  4   3:13  0
```

### Skupina B
| rezultatska križaljka  | GZG | BAT | ŽEL |
| ---------------------- | --- | --- | --- |
| HŠK Concordia (Zagreb) | CON | 1:0 | 3:1 |
| HAŠK (Zagreb)          | 2:2 | HAŠ | 4:1 |
| Zagorac (Varaždin)     | 2:1 | 1:1 | ZAG |

```
1. 
HŠK Concordia Zagreb
       4  2  1  1   7: 5  5
2. 
HAŠK Zagreb
                4  1  2  1   7: 5  4
3. 
HRŠK Zagorac Varaždin
      4  1  1  2   5: 9  3
```

### Skupina C
| rezultatska križaljka  | HAJ   | GOS   | RAD   | GZE | VIC   |
| ---------------------- | ----- | ----- | ----- | --- | ----- |
| HŠK Hajduk (Osijek)    | HAJ   | 0:2   | 4:0   | 2:1 | 3:0 * |
| HŠK Građanski (Osijek) | 1:1   | GOS   | 1:4   | 1:1 | 3:0 * |
| HŠK Radnik (Osijek)    | 1:3   | 1:1   | RAD   | 2:1 | 3:0   |
| HŠK Građanski (Zemun)  | 0:3   | 1:3   | 0:0   | GZE | 3:0 * |
| DSV Victoria (Zemun)   | 0:3 * | 0:3 * | 0:3 * | 3:1 | VIC   |

Napomena*: Rezultat utakmice bez borbe
```
1. 
HŠK Hajduk Osijek
          8  6  1  1  19: 5 13
2. 
HŠK Građanski Osijek
       8  4  3  1  15: 8 11
3. 
HŠK Radnik Osijek
          8  4  2  2  14:10 10
4. 
HŠK Građanski (Zemun)
      8  1  2  5   8:14  4
5. 
DSV Victoria (Zemun)
       8  1  0  7   3:22  2
```

### Skupina D
```
1. 
SAŠK Sarajevo
              8  6  1  1  24: 8 11
2. 
HŠK Zrinjski Mostar
        8  4  2  2  14: 9 10
3. 
HŠK Hrvoje Banja Luka
      8  3  2  3  11:10  8
4. 
HŠK Gjerzelez Sarajevo
     8  1  4  3   6:10  6
5. 
HBŠK Banja Luka
            8  0  3  5   4:22  3
```

## Završna natjecanja

### Poluzavršnica
HŠK Concordia Zagreb         2:1 9:1     SAŠK Sarajevo 

1. hrvatski građanski športski klub Zagreb      5:1 1:3     HŠK Hajduk Osijek

### Završnica
30. kolovoza 1942.

HŠK Concordia Zagreb - 1. hrvatski građanski športski klub Zagreb 6:2  
13. rujna 1942.
1. hrvatski građanski športski klub Zagreb - HŠK Concordia Zagreb 3:1
Prvakom je postala zagrebačka "Concordia".

## Prvaci
Hrvatski športski klub Concordia: Zvonimir Monsider, Slavko Pavletić, Slavko Beda, Vinko Golob, Krešo Pukšec, Paviša, Viktor Ajbek, Karlo Muradori, Kramer, Slavko Kodrnja, Zvonko Jazbec (trener: Bogdan Cuvaj)